# Ducado de Bar
O Condado de Bar (em francês:  Comté de Bar), a partir de 1354 Ducado de Bar (em francês:  Duché de Bar), foi um estado do Sacro Império Romano-Germânico que compreendia a região de Barrois (em francês:  pays de Barrois) e era centrado na cidade de Bar-le-Duc. Parte do condado, o denominado Barrois mouvant, tornou-se um feudo do Reino de França em 1301. O Barrois non-mouvant permaneceu parte do Império.
A partir de 1480, foi reunido ao Ducado de Lorena. Em 1737, os dois ducados (Lorena e Bar) foram cedidos a Estanislau Leszczynski. Com a sua morte, em 1766, o ducado foi finalmente incorporado na coroa de França.

## Condado (1033–1354)
O Condado de Bar tem as suas origens numa Fortaleza fronteiriça de Bar (em latim: barra, barreira) que o duque Frederico I da Lorena construiu nas margens do rio Ornain por volta do ano 960. No início, a fortaleza defenderia as terras de Frederico I das incursões  que, regularmente, os condes de Champagne efetuavam nas seus terras. Frederico também confiscou algumas terras à Abadia de Saint Michel, onde instalou os seus cavaleiros. O Barrois original era, assim, uma mistura entre o território herdado pelo duque e terras da Igreja confiscadas e enfeudadas aos seus cavaleiros.
Com a morte do duque Frederico III da Lorena em 1033, estes estados foram herdados pela sua irmã, Sofia (morta em 1093), que foi a primeira pessoa a associar o título condal a Bar, passado a auto-designar-se "Condessa de Bar".
Os descendentes de Sofia, da Casa de Montbéliard, expandiram Bar "por usurpação, conquista, aquisição e casamento" num de facto estado autónomo empoleirado entre a França e a Germânia. A sua população era culturalmente francófona, e os seus condes envolviam-se na política interna francesa. O conde Reginaldo II (morto em 1170) casou com Inês, irmã da rainha de França Adele da Champanha. O seu filho, Henrique I, morreu na Terceira Cruzada em 1190. De 1214 a 1291 Bar foi governado por Henrique II e Teobaldo II, que consolidou a fronteira ocidental com a Champanha concedendo feudos a nobres franceses, comprando assim a sua homenagem feudal.
Em 1297 o rei Filipe IV de França invadiu o Barrois porque o conde Henrique III auxiliou o seu sogro, Eduardo I de Inglaterra, quando este último interveio contra a França durante a Guerra Franco-Flamenga (1297–1305). No Tratado de Bruges de 1301, Henrique foi forçado a reconhecer todo o seu condado a oeste do Mosa como feudo da França. Foi este ato que originou o Barrois mouvant: um território feudal que dependia de um suserano e se "moveu" passando a ter outro suserano, passando a estar sujeito do Parlamento de Paris. O Tratado de Bruges não representou nenhuma expansão do território francês. O território a oeste do Mosa era francês desde o Tratado de Verdun de 843, mas em 1301 tornara-se um feudo direto da coroa, incluindo as sua terras hereditárias.

## O ducado Medieval (1354–1508)

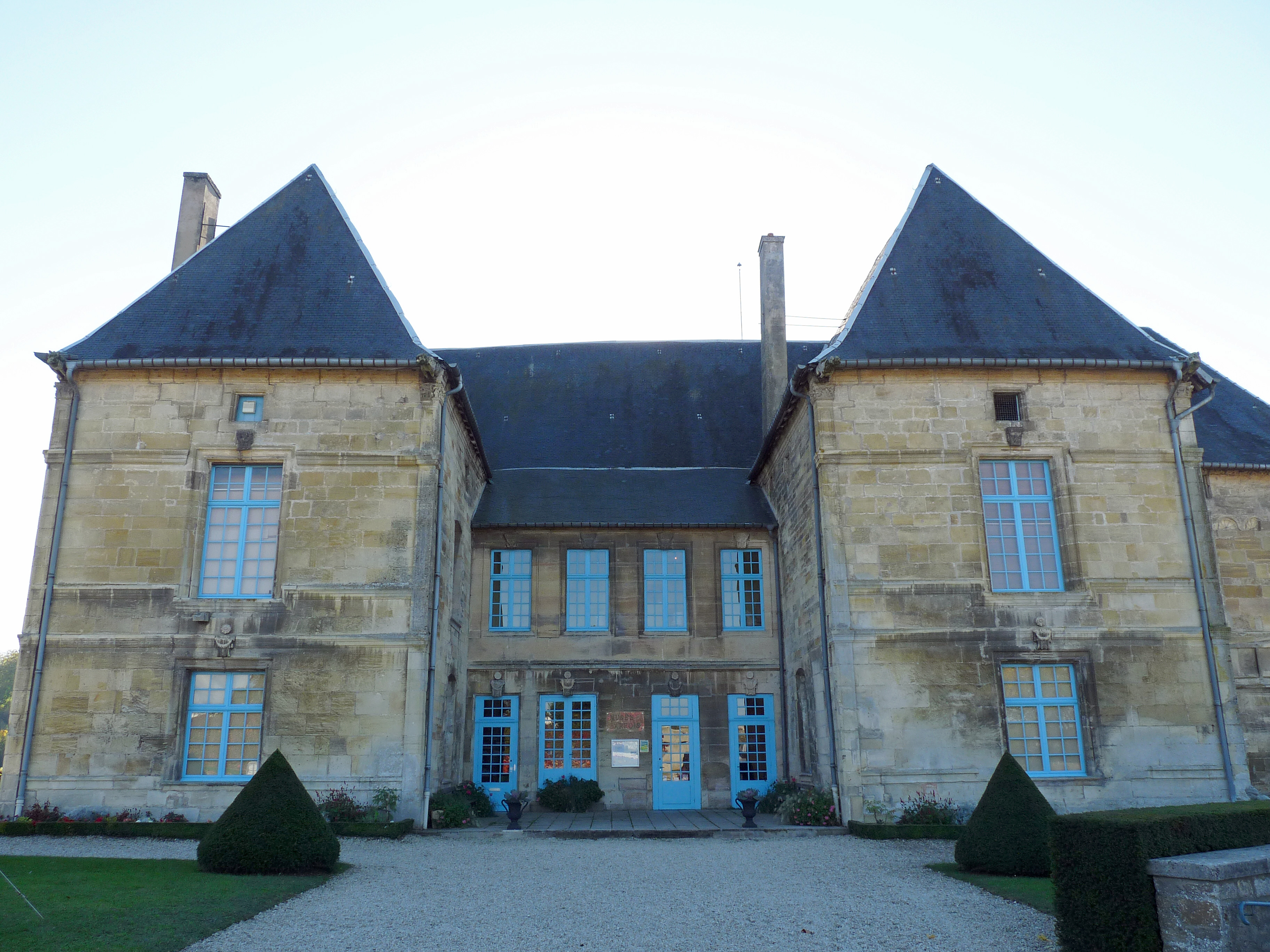
O antigo palácio ducal em Bar-le-Duc é hoje um museu (’’Musée Barrois’’).

Em 1354 o Conde de Bar adquire a dignidade ducal sendo, daí em diante, reconhecido como Par de França. Pierre de Guibours, acredita que o conde Roberto tenha sido criado duque pelo rei João II de França antes do seu casamento com a filha do rei, Maria de Valois. e não por nomeação imperial. O único título que o conde Roberto recebeu do imperador em 1354 foi o de Margrave de Pont-à-Mousson. Este margraviato era frequentemente atribuído pelos duques de Bar ao seu herdeiro aparente. Nesse mesmo ano o imperador elevou o Condado do Luxemburgo a ducado e Bar ficou entre dois ducados (Luxemburgo e Alta Lorena). O título ducal acabou por ser aceite pelos imperadores, embora nos registos dos impostos imperiais de 1532 se refira "o Ducado no Mosa" (em alemão:  Herzogtum von der Maß) como um membro com direito a voto da Dieta Imperial (em alemão:  Reichstag).
Em 1430 o ultimo duque, em linha masculina, da casa reinante, Luís, morre. Bar passa para o seu sobrinho neto, Renato I, casado com Isabel, Duquesa da Lorena. Em 1431 o casal herda também a Lorena. Com a morte de Renato I, em 1480, Bar passa para a sua filha Iolanda e para o seu filho, Renato II, que já era Duque da Lorena. Em 1482 ele conquista o prévôté de Virton, uma parte do Ducado de Luxemburgo, e anexa-o a Bar. Em 1484 Pedro II, Duque de Bourbon, regente na menoridade de Carlos VIII da França, reconhece formalmente como Duque de  Bar. No seu testamento final, publicado em 1506, Renato decreta que os dois ducados nunca mais deverão ser separados permanecendo, daí para a frente, em união pessoal.

## O ducado Moderno (1508–1766)
A 2 de outubro de 1735 o Tratado preliminar de Viena atribui os ducados de Lorena e Bar ao deposto Rei da Polónia, Estanislau Leszczynski. No entanto, ele teve que aguardar até à morte do Grão-Duque João Gastão da Toscana, ocorrida a 9 de julho de 1737, para receber a Lorena e Bar. Em 1738, após Tratado de Viena, ele desistiu de todos os rendimentos dos ducados em troca de uma generosa pensão, a qual usou para financiar a construção de projetos diversos nos ducados. Com a sua morte, ocorrida a 23 de fevereiro de 1766, os ducados passaram para a Coroa de França.

## Lista de governantes
As datas indicadas referem-se ao período de reinado. Todos os governantes anteriores a Sofia governaram Bar, mas não usaram o título "Conde de Bar".

### Condes de Bar
Casa das Ardenas
- Frederico I (959–978), Duque da Alta Lorena;
- Teodorico I (978–1027), Duque da Alta Lorena;
  - Frederico II (1019–1026), Duque da Alta Lorena;
- Frederico III (1027–1033), Duque da Alta Lorena;
- Sofia (1033–1093)
  - juntamente com o conde Luís de Montbéliard (1038–1071)

Casa de Montbéliard
- Teodorico II (1093–1105)
- Reginaldo I (1105–1150)
- Reginaldo II (1150–1170)
- Henrique I (1170–1189)
- Teobaldo I (1189–1214)
- Henrique II (1214–1239)
- Teobaldo II (1239–1291)
- Henrique III (1291–1302)
- Eduardo I (1302–1337)
- Henrique IV (1337–1344)
- Eduardo II (1344–1352)

### Duques de Bar
Casa de Montbéliard
- Roberto (1352–1411)
- Eduardo III (1411–1415)
- Luís (1415–1431)

Casa de Anjou
- Renato I (1431–1480)
- Iolanda (1480–1483)
- Renato II (1483–1508)

Com a morte de Renato II, a lista é idêntica à Lista de governantes da Lorena.

## Ligações Externas
- (em francês) Brasões dos Duques de Bar (Héraldique Européenne);
- (em inglês) Genealogia dos Condes e Duques de Bar (euweb.cz);
- (em francês) O Barrois "mouvant" e o "non-mouvant".